# Древья

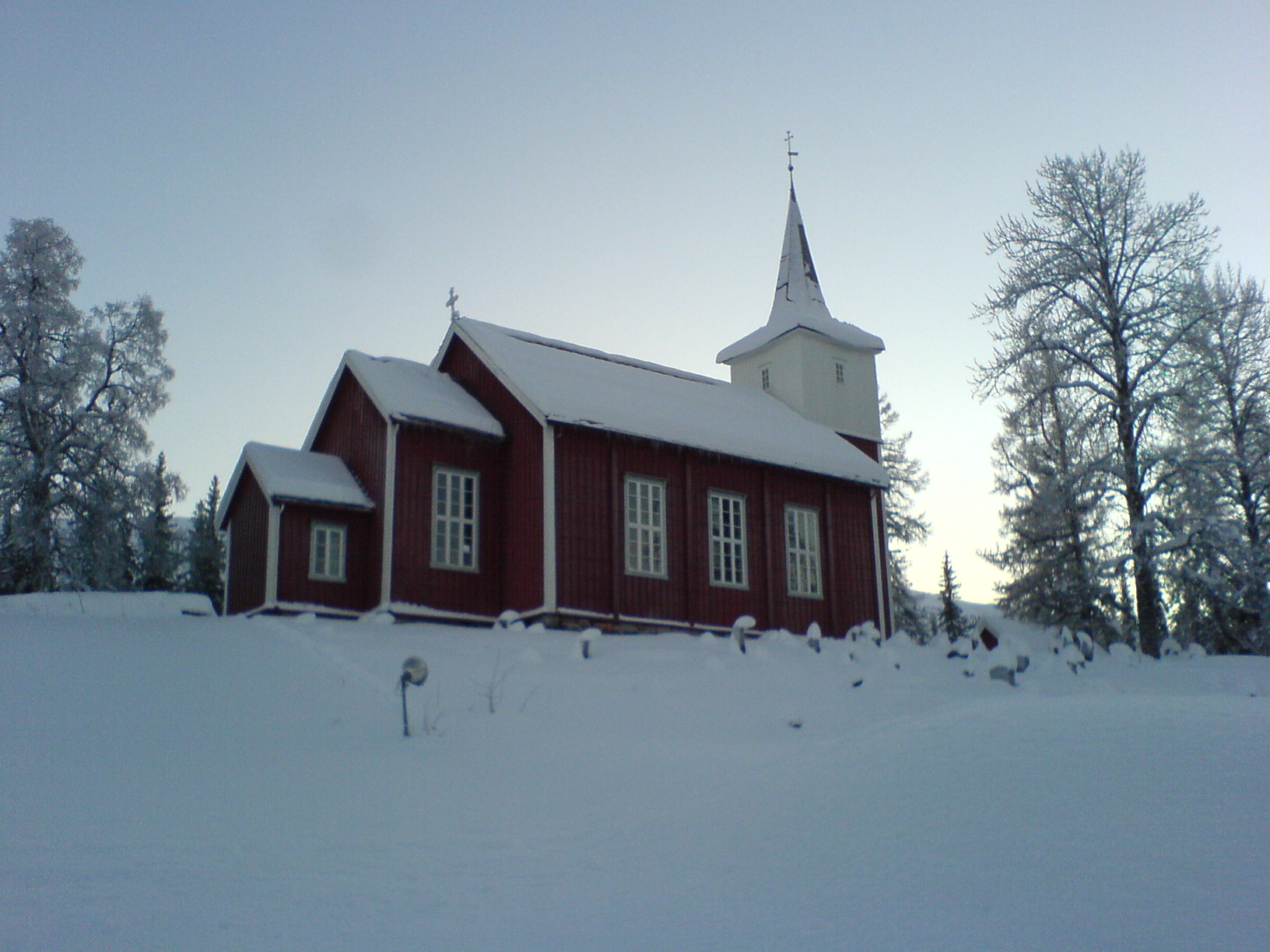
Местная церковь

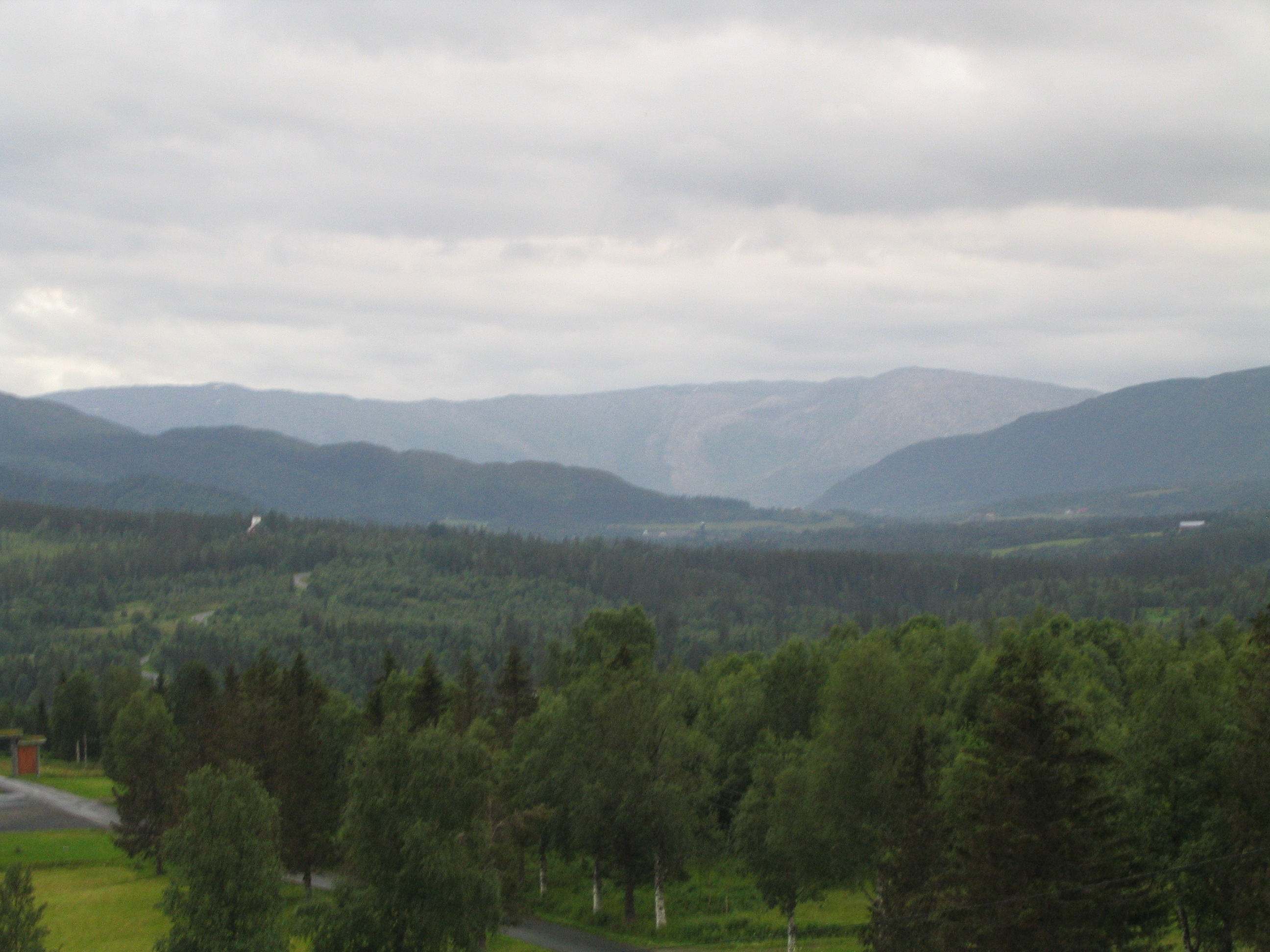
Вид на долину Древья

Древья (норв. Drevja) — бывшая коммуна в фюльке Нурланн, Норвегия. 
Коммуна была отделёна от Вефсна 1 июля 1927 года. 1 января 1962 года она была объединена с коммуной Вефсн.
Коммуна была названа в честь реки Древья, вытекающей из озера Древватнет (норв. Drevvatnet). Название реки произошло от слова drav, означающего река с грязной водой.